# 整體瑜伽 (奧羅賓多)
整體瑜伽也稱作超心智瑜伽，係由斯瑞·奧羅賓多（簡稱奧氏）和密那·阿爾法薩（又被稱為母親，和奧氏合稱雙聖）所創。其哲學概念及實修多載於奧氏所寫的《綜合瑜伽》和《神聖人生論》中，雙聖其他著作中也提出了整體瑜伽的概念。
整體瑜伽發現進化論是推動物質宇宙的主因，而人類是處於過渡階段的存有（being），尚未達到進化的巔峰。意識持續從物質進化而出，且仍繼續從身為宇宙存有的人類進化而出。具有分裂本質的人類心智正處於進化的頂峰，雖然這是目前各行各業所需的心智能力。舉例來說，當一個人專注完成某項工作，他的覺知窄化到工作本身、不超出其外，通常，這會導向那個人對整體的片段了解及錯誤認知。奧氏建議可透過內省穿透表層覺知，這對身為宇宙存有的我們來說是可行的，縱然外界紛擾，意識在內觀中仍會認出它自己，繼而發現它和宇宙的關聯性。
不像一般的瑜伽修練，整體瑜伽未提出任何的體位法、呼吸技巧或外在動作（movement），整體瑜伽在本質上更貼近心理學的一派。奧氏在他的瑜伽書（源於每日筆記的合輯）中提到一種名為sapta chatushtaya（七次方，seven quadrates）的概念，能將一個人的意識平行抬升到更高層面。

## 理論來源
整體瑜伽的理論及實修載於奧氏的幾本著作之中。他的《綜合瑜伽》是談論整體瑜伽的第一本書，乃彙整實修指南《雅利安（页面存档备份，存于）》文章而成，該雜誌涵蓋了整體瑜伽的各個面向。其他還有《神聖人生論》，散見於後面幾章。而奧氏於30年代回覆門徒疑惑的通信紀錄隨後亦被集結成系列叢書－《瑜伽書札集》。奧氏本人於1909-1927年的瑜伽經驗日記則單獨出版成《瑜伽紀錄 （页面存档备份，存于）》一書。

## 宗旨

### 整體瑜伽的發展
多數的瑜伽派別只開發了生命的單一面向，且只將宗旨擺在解脫或超越的狀態。但整體瑜伽的旨趣是生命全面的轉化，基於此，奧氏詳細描述了組成人的各個要素－肉體、精力體（Vital）、心智體（Mental）、心靈體（Psychic）及靈性本體（Spiritual），以及轉化各要素的方法。奧氏的論點最後形成了一套完整的整體心理學。終極目標是達成個人生命本質的全面轉化，沒有被遺漏在後的部分。
這個過程...先接納我們的本質...後又迫使所有的一切去經歷神聖的轉變...在那漸進的轉變中，我們開始感知到此較低層面的（肉體）顯化是由什麼元素構成的，無論看似多畸形、多美麗或多汙穢，都是由神聖本質中的相同元素構成的不完美型體。
 — 斯瑞·奧羅賓多
此外，辨析奧氏的教誨與其他大部分神祕途徑的不同是轉換個人本質及相對本質的必要條件。因此，整體瑜伽是雙管齊下的；都是在靈性上瞭悟神、超越、開悟。而藉由此，完全改變及轉變內外在兩種本質。藉此雙重動作，一個人因此有能力蛻變出神聖意識，繼而變成神聖工作的一部分。

### 瞭悟超心智
奧氏認為人類目前的心智意識處於地球生命演化的過渡階段，我們的文明瀕臨演化上的大躍進或移轉，（人類）既有的經驗和能力正要演變成更巨大的超心智。
奧氏對超心智及心智的定義如下：
「在心智之外存在著一種永恆、動態的真理意識，此即『超心智』，或稱gnosis（一種神祕直覺、靈知）。心智既是、也能夠成為真理的追尋者，但心智的固有本質不會讓它等同於真理意識，因為心智並非由知識所構，而是由無知。」
奧氏認為超心智還是秘隱在物質創造背後組織、協調一切的法則。他視超心智的顯現為地球生命演化的下個合理、不可避免的步驟。

### 中介帶
參見中介帶
中介帶亦指介於外在生命體的一般意識和真正的開悟狀態之間那道危險、易誤導人的（假）靈性過渡區段。

## 組成
在奧氏的整體心理學以及他的形而上學中，整體看來，奧氏所描述的宇宙有兩大類，各有其特徵、所屬次元。其一是肉體、精力體、心智體和更高的超個人範疇所屬的揚昇次元。同時，亦有外在生命體、內在生命體及至內的心靈體。外在生命體、內在生命體及至內生命體（心靈體）均源於「同心圓式（concentric）」序列或階層，此乃相對於肉體、精力體及心智體從屬的「垂直式」階層。這些身體和精神官能及層級都得透過整體瑜伽來轉化。

### 身體和精神官能（「垂直式」階層）

#### 肉體
就像存在體的所有官能那樣，與禁慾瑜伽相反，肉體的所有面向在整體瑜伽中並未被否定，但肉體必須透過操練被轉換、靈化（spiritualise）。這意指改變肉體層面的習慣及意識不僅是必要的，下降到潛知覺或更低的無意識，好探索許多問題所在的根源也是必要的。

#### 精力體（Vital）
精力體不僅意指生命力（页面存档备份，存于），也意指各種強烈左右人們動機及行動的欲望、情緒、衝動，好惡。在整體瑜伽中，將精力體從自我中心的欲望及暴亂中導正開來是必要的，如此，它才能成為操練瑜伽的工具。

#### 心智體
心智官能也是存在體的一部分，是概念性及認知性的。透過正確的態度、理解及渴願，心智能被轉換為聖。

### 存在體的類型（「同心圓式」階層）

#### 外在生命體（Outer Being）
外在生命體意指表淺有限的肉體、精力體及心智體其表象的存在，我們的日常意識及生活經驗都是它的特性。整體瑜伽的修練包含超越這些表象意識，深入更廣袤的內在生命體，如此才能對靈性有更寬廣的瞭悟。

#### 內在生命體（Inner Being）
內在生命體包含肉體、精力體及心智體的內在範圍或面向，此區間的意識比日常意識更大、更微妙、更自由，瞭悟內在生命體才能邁向更高的靈性開悟。

#### 心靈體（Psychic Being）
整體瑜伽的目標是向內移動、探索肉身生命，間接帶來外在本質的轉化。藉由心靈來轉化外在生命體或小我的過程稱之為「心靈化」（Psychicisation）；其為瞭悟超心智意識的三個必要階段（稱為「三重轉化」）之一。透過心靈轉化這股勢能來連結一個人的靈性核心或神聖本體，繼而在生命中創造生生不息的進展，這是決定性的動作。

## 三重轉換

### 簡介
奧氏整體瑜伽另一個大主題為「三重轉化」，意指實相被轉化為聖的過程。《神聖人生論》第二部分25章，以及《瑜伽書札集》第四部分1節均談論到。
三重轉化指的是靈性轉化的雙重動作－藉由向內的心靈化，研修士得以觸及心靈體（或稱內在神聖法則），繼而達到靈性轉化或靈化。內在神聖法則象徵著每個人的內在上師，須透過心來瞭悟；靈性轉化可與吠檀多、佛家、時興的開悟成道、因果描述，以及整體思想家 （页面存档备份，存于）肯恩·威爾柏進化哲學中靈性發展 （页面存档备份，存于）的終極階段等傳統概念相比擬。
對奧氏而言，兩階段都同等必要且重要，因二者都是達到第三階段必須的先備條件。第三階段也是三重轉化最困難的改變要素－生命全面的超心智化（Supramentalisation）。
...一個人必須先獲得內在瑜伽意識，藉此將我們對事情的一般看法、自然運作、生命動機等代換掉；一個人必得顛覆掉我們目前生命的全部現況。接著，我們要進得更深，發掘隱藏在幕後的心靈存有，在它面前任它將我們內外各個部份心靈化，將我們的心智本質、生命本質、身體本質，及我們心智體、精力體、心靈體的所有行動、狀態、運作等轉為靈魂的自覺工具。此後或與此同時，我們得透過神光（無上大力、聖潔、真知、[絕對的]自由和寬廣）的降臨來靈化我們的存在整體。打破個人心智、生命及肉體的限制，消融小我，進入宇宙意識，瞭悟自性，獲得靈化及宇宙化的心智及心、生命力、肉體意識等都是必經的過程。唯有通過超心智意識，這一切始有可能；縱使如此，揚升階段的每一個步驟仍是獨立、艱困的成就。
 — 斯瑞·奧羅賓多

### 心靈化（Psychicisation）
心靈化是整體瑜伽最精華的階段之一。如《神聖人生論》(第II冊25章)所述的向內的靈性運作，人可以在自身生命的核心瞭悟心靈體（心靈人格或神聖靈魂），並以此轉化外在生命體，作為瑜伽上的靈性嚮導。
因著心靈化的過程，研修士得以免除靈修道途上中界帶 （页面存档备份，存于）等的陷阱。
在此要提起三個中心的靈修法：奉獻、移焦深處（貫注）及臣服。奉獻是在從事任一活動前先對無上大力敞開。貫注是從表象存在轉移向內裡更深的存在。臣服意指將一個人所有的工作、生命都獻給無上大力和神聖意圖。依循這些靈修法，研修士從自我、無知、有限性及外在生命體的限制移開，體證內裡演化中的神聖靈魂。
心靈化可作為靈化（等同於「開悟」）的前奏，儘管兩者不見得有任何先後順序可言。然後，心靈和靈性的雙重轉化是進到最終超心智轉化的必須階段。

### 靈化（Spiritualisation）
心靈轉化的結果會將光、愛、大能帶下，與身體頻率融合，進而轉化肉體、精力體及心智體等所有面向。此即為靈性轉化，簡稱靈化，意即將更大的靈性意識往下帶的靈性轉化過程。
然而，僅靠靈性轉化尚不足以避免靈修道途上的陷阱，或帶來超心智化的結果。欲達此，須與上節的心靈轉化並行方可。

### 超心智化（Supramentalisation）
超心智化是整體瑜伽的終極目標。意指將超心智意識往下帶，引發生命全面的轉化。
超心智轉化是整體瑜伽的最終階段，透由超心智的大能，一個人能夠完全被重塑。所有源於精力體和心智體層面的（意識的）分別和無知面向都將被克服，取而代之的是所有層面的（意識）統一，即便是肉體也會被轉化和聖化。一種新的超心智物種隨之誕生，並在地球上活出超心智、靈智存在、神聖的生命。

## 目標
整體瑜伽的目標不只是其他靈修道途的超然物外、涅槃或 解脫，也包括物質層面 （页面存档备份，存于）的瞭悟神性。這些都和瞭悟整體 （页面存档备份，存于）為何的過程如出一轍。
關於整體的實修法和其帶來的結果，首先，瞭悟神聖生命不只是瞭悟難以覺察的「合一態」，也包括瞭悟其眾多面向，如此方能以相對的意識（指受限於相對法則的人類意識）完全知曉它；不只是瞭悟自性的一體性，也包括瞭悟無限多樣的活動、世界及受造物。

而就整體談論的解脫，不只意謂著個體生命的所有面向在與聖神持續不間斷的接觸中所生的自由－謂之sayujyamukti－其中個體無論有無伴侶都能感到自由；也不只意謂著全部的意識存在體處在如同聖神般的狀態，即處在Sachchidananda的狀態－謂之salokyalmukti，整體談論的解脫也包括藉由將較低生命轉化為聖神的人類形象後所獲得的神聖本質－謂之sadharmyamukti，以及完全、最後的全面放下，意識從無常的小我模具中解脫，並在世上或所有宇宙之外都能與合一態結合。
 — 斯瑞·奧羅賓多

## 引言
「（我們的）本質有分神聖及不神聖（凡俗）等雙重運作。既然沒有什麼是不神聖的，如此分別僅是為了實用理由。凡俗是我們的本質，其持久不變、不可撼動的程度有如同我們的信念。凡俗的屬性是限制、無知，助長小我的形成；但神聖本質卻是一體、真知，助長神聖的生命。將較低本質轉化、提高到較高本質便是也得是整體瑜伽的宗旨。」
--《綜合瑜伽》
何謂整體瑜伽？
一種完全瞭悟神性、自性；完全實踐我們的生命及意識；完全轉化我們的本質的道途－此暗陳了在此就要實踐生命的完滿，不只是回歸永恆完美的他處
-- 斯瑞·奧羅賓多檔案及研究，1982年十二月，頁197
「然後，我們必得追尋的方法是讓我們全部的意識存在體和聖神接觸，呼喚聖神將我們全部的存在體轉化為祂，我們裡面那個真正的人就會變成研修士中的實踐者，也就是瑜伽大師，且終會被較低人格所習慣。」
--《綜合瑜伽》
「所有的生命都是尋求在它內裡彰顯神性的自然瑜伽。瑜伽標示了這股動力變得能自我覺察，因而能在個體內正確完成的階段。既是整聚也是集中(那些)分散及鬆散結合於較低進化裡的運作。」
--《綜合瑜伽》頁47
「超心智瑜伽的第一要務是臣服；最後還是臣服。有意地將自己獻給永恆的聖神，為求完美、轉化，須抬升到神聖意識的高度，然而這只是瑜伽的開始；必須徹底臣服才能達到高峰；唯有完全給出自我才能看到瑜伽的終點，才能完全被超心智的神聖性佔據，才能轉化本質。」
- 斯瑞·奧羅賓多，1928-1929到30年代晚期的七篇超心智瑜伽草稿－關於「道途」，見諸於Bernard的雙聖網站
... 欲操練整體瑜伽，一個人首先必須決定完全臣服於聖神，別無他法，僅此一途。那之後，一個人還得具備五種心理美德，五種完美的心理素質，也就是：
1.真誠或透晰
2.信念或信任（信任聖神）
3.奉獻或感恩
4.勇氣或鼓舞人心(的熱誠)
5.容忍或毅力
密那·阿爾法薩，《母親選集》第8冊，頁42

## 註記
1. 1 2 3  原題The Synthesis of Yoga （页面存档备份，存于）
2. 1 2 3 4  原題The Life Divine （页面存档备份，存于）
3. ↑  一份Paul Richard提議奧氏撰稿的月刊，Paul是母親的前夫。
4. 1 2  原題Letters on Yoga （页面存档备份，存于）
5. ↑  斯瑞·奧羅賓多，《綜合瑜伽》，p.47
6. ↑  超心智瑜伽的七篇草稿 （页面存档备份，存于），關於道途（自1928-1929年到30年代晚期）見諸於Bernard的雙聖網站。
7. ↑  斯瑞·奧羅賓多，《綜合瑜伽》，頁281-2
8. ↑  《綜合瑜伽 （页面存档备份，存于）》第I部分II-III章
9. ↑  《瑜伽書札集 （页面存档备份，存于）》第II卷 pp.585ff（三版）
10. ↑  《神聖人生論 （页面存档备份，存于）》第II冊27-28章
11. ↑  《綜合瑜伽》頁47-48
12. ↑  原題Sri Aurobindo Archives and Research
13. ↑  原題Collected Works of the Mother